# Врачебная практика
Врачебная практика (общая врачебная практика) — действия врача по проведению лечебных мероприятий и процедур.
Врачебная практика направлена на принятие решения врачом, какие исследования надо провести в первую очередь, к какому специалисту и когда направить больного. Врачи США обязаны пройти экзамены (например United States Medical Licensing Examination) прежде чем им будет разрешено заниматься медицинской практикой. Врачу общей практики в США принадлежит основная роль в лечении больных, именно он следит за ходом лечения, видит больного в целом. Иногда оценить состояние пациента при первом же обращении к врачу, решить, насколько серьёзно тот болен, гораздо сложнее, чем назначить ту или иную схему лечения, когда больной уже всецело обследован. Таким образом, отличительной особенностью врача общей практики является незаурядная широта знаний как из опыта, из бесед с коллегами, так и из медицинской литературы. 
На западе врачебная практика существует уже многие десятилетия, но для России это относительно новая специальность и часто называется семейной медициной.